# Høghornet
Høghornet är en kulle i Antarktis. Den ligger i Östantarktis. Norge gör anspråk på området. Toppen på Høghornet är 1 474 meter över havet.
Terrängen runt Høghornet är varierad. Trakten är obefolkad. Det finns inga samhällen i närheten. 